# Ocell del paradís esplèndid
L'ocell del paradís esplèndid (Astrapia splendidissima) és una espècie d'ocell de la família dels paradiseidss (Paradisaeidae) que habita els boscos de muntanya de l'oest i centre de Nova Guinea.